# James Forman
James Forman (* 4. Oktober 1928 in Chicago, Illinois, USA; † 10. Januar 2005 in Washington, D.C., USA) war ein US-amerikanischer Bürgerrechtler.
Den Großteil seiner Kindheit verbrachte Forman zusammen mit seiner Großmutter in Marshall County, Mississippi. Im Jahr 1947 beendete er die High School. Er ging dann auf die University of Southern California und wurde dort im 2. Semester von Polizisten verprügelt. Anschließend wechselte er zur Roosevelt University in Chicago. Er wurde dort ein Studentenführer in politischen Fragen. 
Im Jahre 1961 wurde Forman Leiter des Student Nonviolent Coordinating Committee, das die Bürgerrechtsbewegung an den Universitäten vorantrieb. Bekannt wurde Forman als Anführer der gewaltfreien Studentenbewegung in den 1960er Jahren. Er war Hauptorganisator des Marschs auf Washington im Jahr 1963.
Forman erlag Anfang 2005 einem Krebsleiden, er wurde 76 Jahre alt.

## Schriften
- Sammy Younge, Jr. (1968)
- The Making of Black Revolutionaries
- Liberation Viendra d'une Chose Noir
- The Political Thought of James Forman
- Self-Determination: An Examination of the Question & its Application to the African-American People.